# Johann Friedrich Doles

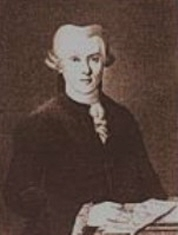
Johann Friedrich Doles

Johann Friedrich Doles (Steinbach-Hallenberg, 23 april 1715 - Leipzig, 8 februari 1797) was een Duitse componist en Thomascantor.

## Leven
Johann Friedrich Doles was de zoon van de cantor  Johann Andreas Doles. Hij bezocht tussen 1727 en 1733 de school  in Schmalkalden und later het Hennebergse Gymnasium in Schleusingen. Daar vestigde hij met medeleerlingen een wekelijks concert waar ook composities van zijn eigen hand werden uitgevoerd.  Van 1739 tot 1744 studeerde hij theologie in Leipzig en kreeg tegelijkertijd les van Johann Sebastian Bach.
In 1744 werd hij cantor in Freiberg. Van 1756 tot aan zijn pensionering in 1789 was hij cantor aan de Thomasschule en tevens  muziekdirecteur aan de beide Leipzigse hoofdkerken, de Thomaskirche  en de Nikolaikiche. Vanaf  1770 was hij ook muziekdirecteur aan de Universiteit. Johann Friedrich Doles stierf in februari 1797 te Leipzig. Zijn zoon was advocaat en notaris en componeerde eveneens.

## Werk
Doles composities zijn door hun dictie gemakkelijk te begrijpen en vinden gemakkelijk ingang. Ze waren in zijn tijd erg populair. Er valt weinig van te merken dat hij les heeft gehad van Johann Sebastian Bach.
Doles schreef 158 cantates, 35 motetten en enkele passies.  Een verzameling koraalvoorspelen,  en een vierstemmig koralenboek, verschenen van hem in druk,  evenals de cantate  ter gelegenheid van de stichting van het ‘’Grote concert’’ waar het Gewandhausorkest  uit voortkwam. Verder as Lob der Musik, evenals  21 oden van zijn vriend, de dichter Christian Fürchtegott Gellert, die hij op muziek zette.

## Lijst met werken
- Neue Lieder nebst ihnen Melodien, 1750
- Melodien zu Gellerts geistlichen Oden und Liedern, 1758
- Der Sechs und vierzigste Psalm, 1758
- Vierstimmiges Choralbuch, 1785
- Fünfzehn kleine Lieder und leichte Melodien, 1790
- Singbare und leichte Choralvorspiele, 1794–1797